# Papyrus Oxyrhynchus 20

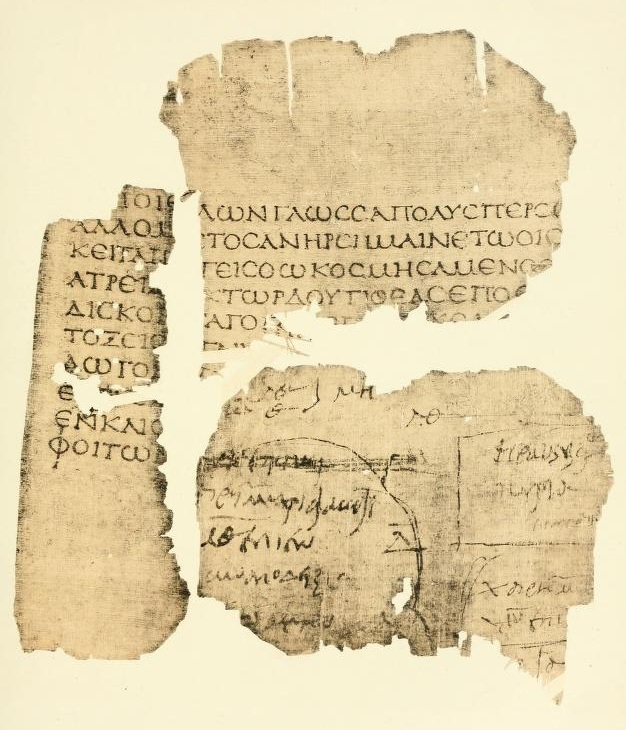
Le papyrus 20 (verso d'un fragment)

Le Papyrus Oxyrhynchus 20 ou P. Oxy 20 est constitué de douze fragments du deuxième livre de l'Iliade (Β, 730-828), écrits en grec par un auteur inconnu. Il a été découvert par Bernard Pyne Grenfell et Arthur Surridge Hunt en 1897 à Oxyrhynque.

## Contenu
Le manuscrit a été écrit sur du papyrus sous la forme d'un rouleau. Les dimensions du plus grand fragment sont de 145 × 80 mm. Le fragment est daté du deuxième siècle. Au verso se trouvent quelques récits écrits en écriture cursive et datés de la fin du deuxième ou du début du troisième siècle. Le texte homérique est probablement antérieur.
Il est conservé à la British Library (Department of Manuscripts). Le texte a été publié par Grenfell et Hunt en 1898.